# Station Goslar
Station Goslar (Bahnhof Goslar) is een spoorwegstation in de Duitse plaats Goslar, in de deelstaat Nedersaksen. In het station komen de spoorlijnen Hildesheim - Goslar, Seesen - Goslar en Vienenburg - Goslar samen. Het beschikt over vijf perronsporen, die aan een zijperron en twee eilandperrons liggen. Het station is ingedeeld in de stationscategorie 4. In het gebouw bevindt zich een DB Reisezentrum (OV-Servicewinkel) en diverse winkels. 

## Geschiedenis
Het station werd als eindpunt in 1866 van de spoorlijn uit Vienenburg gebouwd. Na de opening van de spoorlijn tussen Vienenburg, Grauhof en Langelsheim in 1883 groeide de betekenis van station Goslar. In 1893 werd er een locomotiefloods en een onderhoudscentrum geopend. Ter beveiliging van het treinverkeer kwamen in 1905 twee seinhuizen in dienst, een seinwachterspost (Go) en een treindienstleiderspost (Gwf). Daarnaast was er nog het seinhuis Gr die het rangeren afhandelde, deze werd in 1972 gesloten. In 2001 volgde de sloop van de andere seinhuizen.
Vanaf 1912 kwam de in Oker afbuigende spoorlijn Oker - Bad Harzburg een vierde verbinding erbij. Hierdoor ontstond er naast de spoorlijn via Vienenburg nog een verbinding naar Halberstadt via Bad Harzburg en Wernigerode. Door de aanleg van de nieuwe spoorlijn werd de onderhoudslocatie verlegd en vergroot, hieruit ontstond het latere onderhoudsbedrijf Goslar uit.
Na de Tweede Wereldoorlog werden de spoorlijnen naar de Sovjet-bezettingszone gesloten, waarmee een groot deel van het doorgaande verkeer door Goslar verviel.
Begin jaren '70 veranderde de gebruikte tractie rond de Harz. Het onderhoud van stoomlocomotieven stopte in 1972, in 1976 eindigde de planmatige inzet van stoomlocomotieven in het regiobestuur Hannover. De laatste stoomlocomotief was de regionale trein N 6178 van Braunschweig Hauptbahnhof naar Goslar. Tot 1984 gebruikte de Deutsche Bundesbahn het terrein van het onderhoudsbedrijf voor het opstellen van bussen. Het terrein werd in 2010 gesloopt.

## Verbindingen
Naast de regionale treinen was Goslar lange tijd een stop van diverse D-treinen. Tot einde van de Tweede Wereldoorlog bestonden er directe verbindingen onder andere naar Berlijn, Dresden, Leipzig, Keulen, Hannover, Bremen en Aken. Goslar was toen het westelijke eindpunt van de treinen uit Halberstadt en Bad Harzburg. Na 1945 vervielen de directe verbinding naar de Sovjet-bezettingszone, de treinen reden toen naar Bad Harzburg of Braunschweig. Vanaf 1996 was er weer treinverkeer naar Wernigerode, Halberstadt en Halle (Saale) mogelijk.
Op station Goslar stoppen treinen van DB Regio Nord, erixx en Transdev Sachsen-Anhalt. Hiervoor worden dieseltreinstellen van de typen Baureihe 622, 640 en 648. In het weekend en op feestdagen bestaat er een directe verbinding met Potsdam en Berlijn, de HarzBerlinExpress.
De volgende treinseries doen het station Goslar aan:
| Serie  | Treinsoort                                  | Route | Bijzonderheden                                 |
| ------ | ------------------------------------------- | --- | ---------------------------------------------- |
| HBX    | HarzBerlinExpress (Transdev Sachsen-Anhalt) | Berlin Ostbahnhof – Berlin Hbf – Potsdam Hbf – Gethin – Burg (Magdeburg) – Magdeburg Hbf – Oschersleben (Bode) – Halberstadt – [ Wernigerode – Vienenburg – Goslar ] / [ Wegeleben – Quedlinburg – Thale Hbf ] | Enkele treinen in het weekend en op feestdagen |
| HEX 4  | HarzElbeExpress (Transdev Sachsen-Anhalt)   | Halle (Saale) Hbf – Könnern – Sandersleben – Aschersleben – Gatersleben – Halberstadt – Wernigerode – Vienenburg – Goslar                                                                                      | Eenmaal per twee uur                           |
| RE 10  | Regional-Express (Erixx)                    | Hannover Hbf – Hildesheim Hbf – Salzgitter-Ringelheim – Goslar – Bad Harzburg |                                                |
| HEX 21 | HarzElbeExpress (Transdev Sachsen-Anhalt)   | Magdeburg Hbf – Oschersleben – Halberstadt – Wernigerode – Vienenburg – Goslar | Eenmaal per twee uur                           |
| RB 43  | Regionalbahn (Erixx)                        | Braunschweig Hbf – Wolfenbüttel – Vienenburg – Goslar | Gekoppeld aan RB 42 in Vienenburg              |
| RB 82  | Regionalbahn (DB Regio Nord)                | Göttingen – Northeim (Han) – Kreiensen – Seesen – Goslar – Bad Harzburg |                                                |

Tevens bevindt zich op het stationsplein het centrale busstation (Zentrale Omnibus-Bahnhof; ZOB) van Goslar. Hier vertrekken de Stadtbus Goslar en regionale bussen (Südniedersachsenbus), maar ook langeafstandsbussen van bijvoorbeeld Flixbus vertrekken hier.

## Afbeeldingen

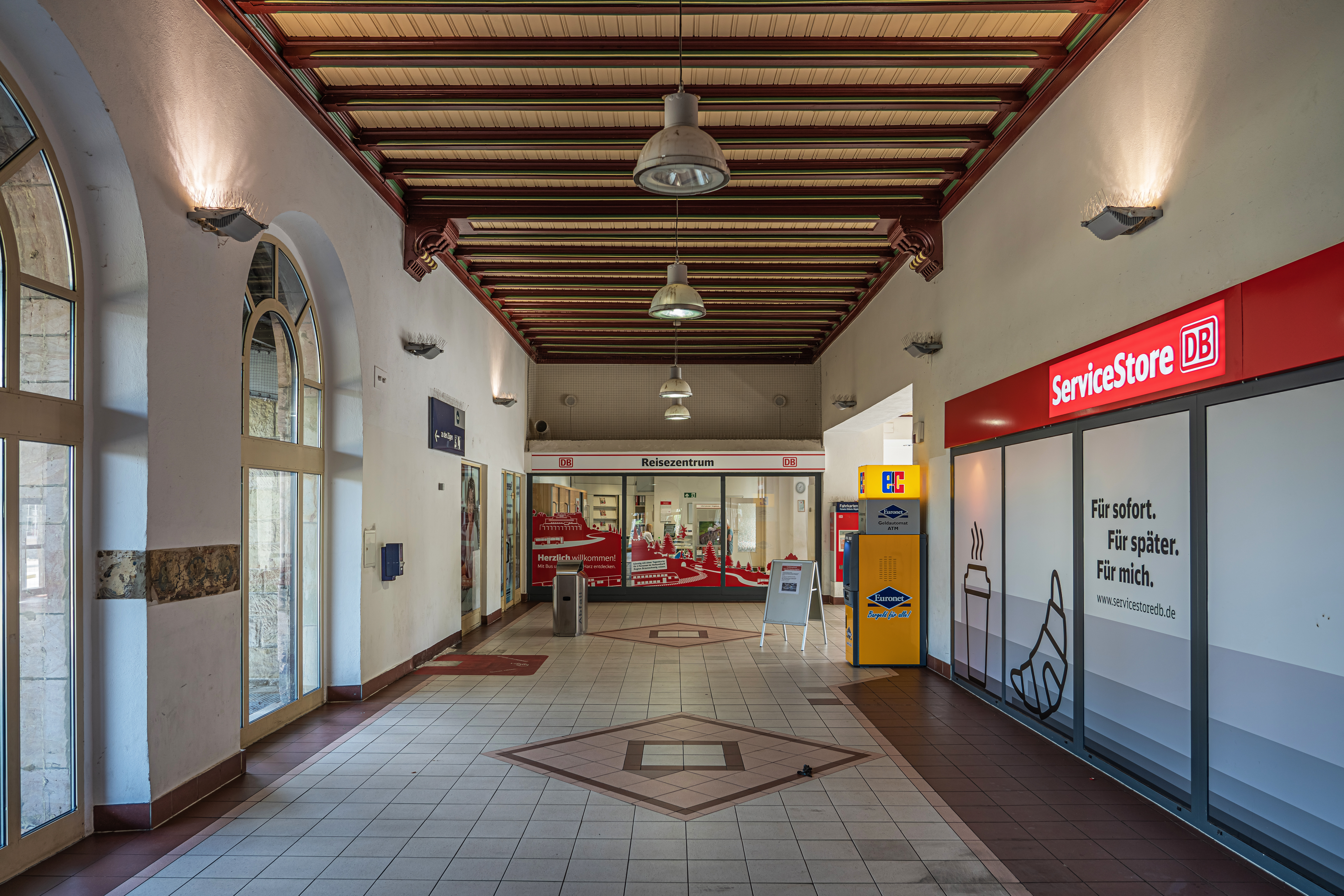
Stationshal
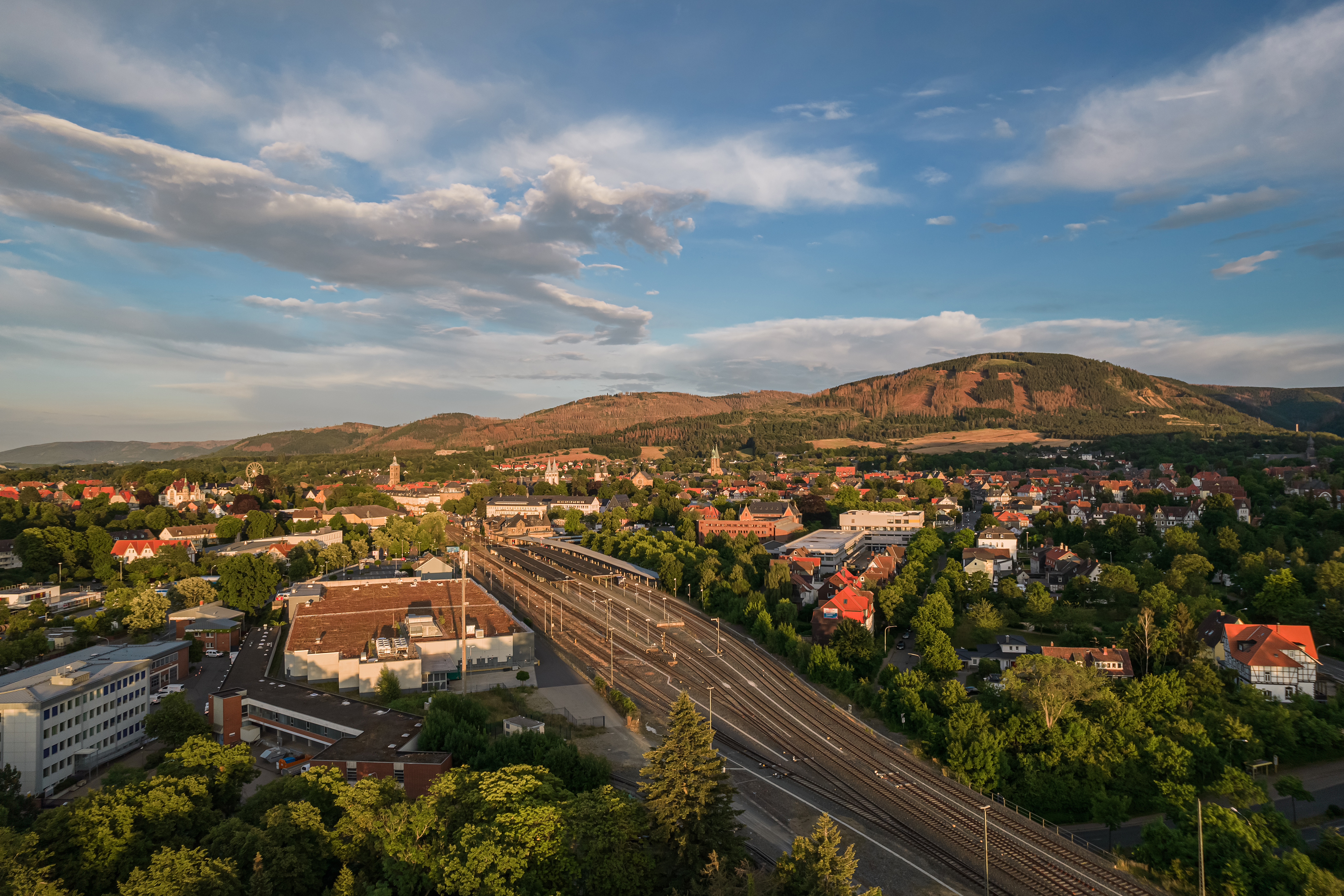
Luchtfoto
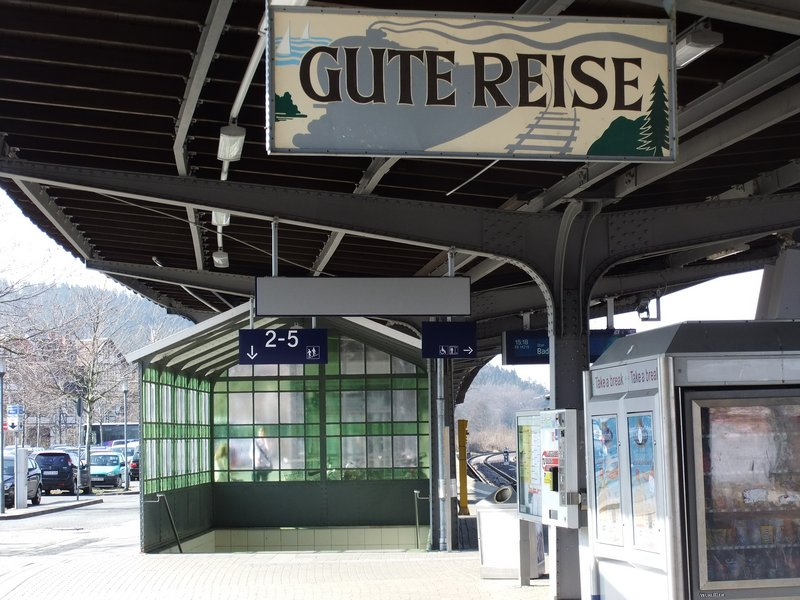
Entree tot de stationstunnel vanaf perron 1
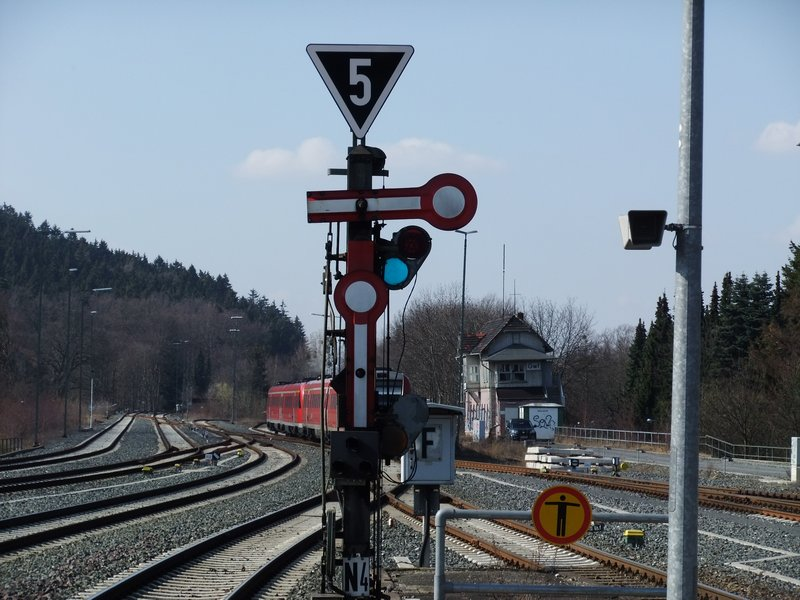
De sporen naar links gaan richting Seesen, rechts richting Hildesheim
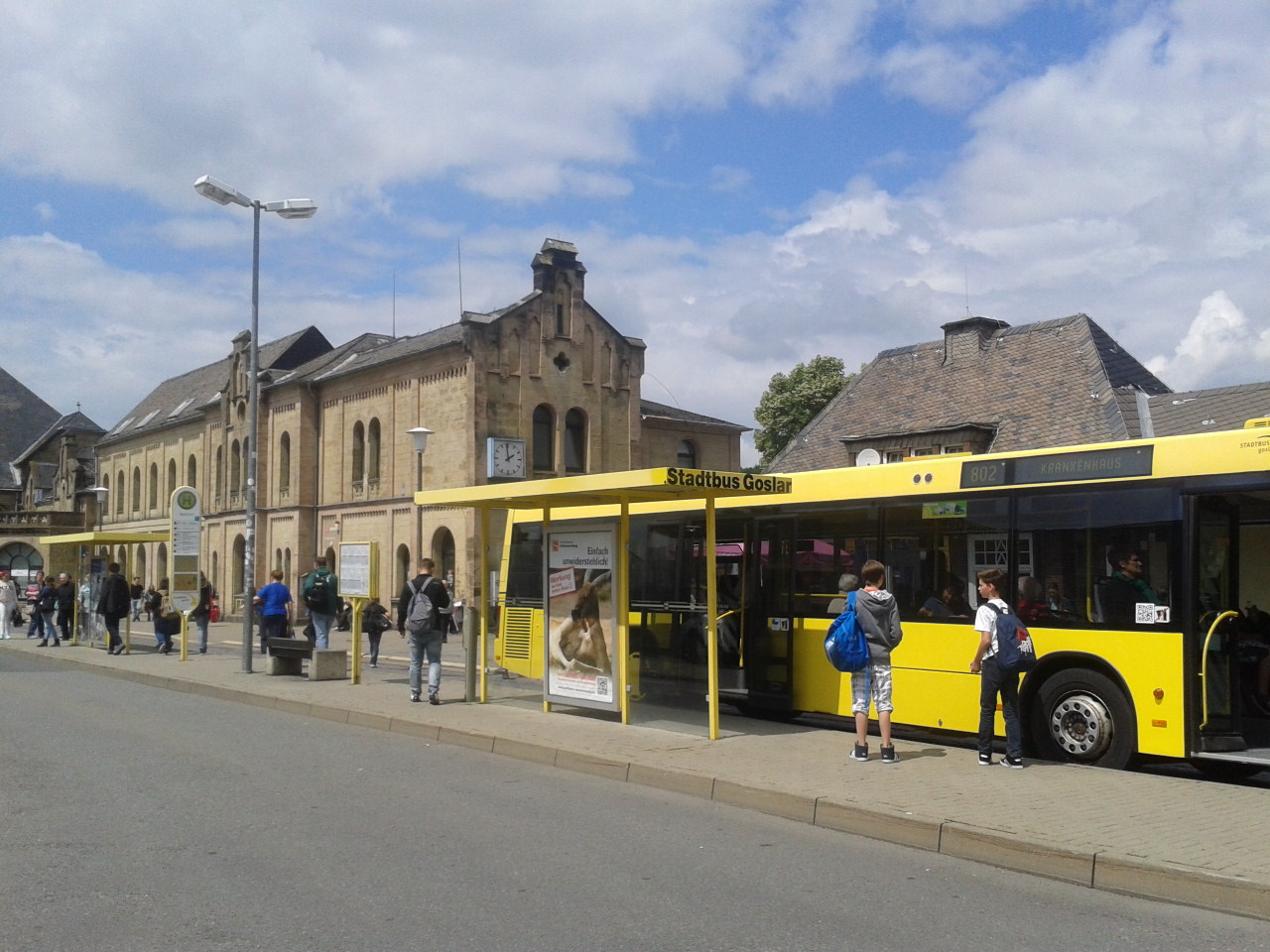
Centrale busstation van Goslar